# Loveless (야마시타 토모히사의 노래)
Loveless는 야마시타 토모히사의 솔로 2번째 싱글이다.

## 개요
2005년 5월에 발매된 데뷔 싱글 〈다이테 세뇨리타〉 이후 약 3년 반 만에 발매된 야마시타 토모히사의 두 번째 솔로 싱글이다.
2009년 11월 21일부터 22일, 23일에 열린 야마시타의 첫 솔로 콘서트를 앞두고 선행 출시됐다.
오리콘 싱글 차트 첫 등장 1위를 획득. 기획 유닛 솔로를 포함, 데뷔 이래 싱글, 앨범 모두에서 선두를 획득하며, 지금 작품으로는 18작 연속 1위를 기록하였다.
뮤직 비디오는 야마시타의 희망으로 뉴욕에서 촬영되었다.

## 수록곡

### 초회 한정반 A
1. Loveless
  - 작사: 쇼노 주리 / 작곡: Jin Nakamura / 편곡: 무라야마 신이치로
2. Run From You
  - 작사: Josh Warnken / 작곡·편곡: Andreas Johansson

- 특전 DVD (비디오 클립, 레코딩 영상 등의 오프 쇼트 영상 수록)

### 초회 한정반 B
1. Loveless
  - 작사: 쇼노 주리 / 작곡: Jin Nakamura / 편곡: 무라야마 신이치로
2. Run From You
  - 작사: Josh Warnken / 작곡·편곡: Andreas Johansson
3. ME
  - 작사: zopp / 작곡·편곡: Jason Blume, John Acosta, Fredrik Hult
4. Moon Light
  - 작사: 야마시타 토모히사 / 작곡·편곡: Andreas Johansson

- 야마시타가 직접 촬영한 셀프 포트레이트 봉입

### 통상 반
1. Loveless
  - 작사: 쇼노 주리 / 작곡: Jin Nakamura / 편곡: 무라야마 신이치로
2. Crush On You
  - 작사: HUB / 작곡·편곡: John Acosta
3. DanceJam
  - 작사: Hacchin 'Maya / 작곡: 후지타 마사노부, 호시노 아키 / 편곡: 스즈키 마사야
4. After the Rain
  - 작사: 히로이즘, Kafka / 작곡: 히로이즘 / 편곡: 치바 준지
5. Loveless - 오리지널 가라오케

## 차트 최고 순위
- 주간 1위 (오리콘)
- 2009년 11월도 월간 4위 (오리콘)
- 2009년도 연간 16위 (오리콘)